# آپاراتچی (فیلم)
آپاراتچی فیلم ایرانی به کارگردانی قربانعلی طاهرفر، نویسندگی حسین تراب‌نژاد و احسان لطفیان و تهیه‌کنندگی سجاد نصراللهی‌نسب محصول سال ۱۴۰۲ می‌باشد. این فیلم در چهل و دومین دوره جشنواره بین‌المللی فیلم فجر اکران شد.

## داستان
داستان این فیلم برداشتی آزاد از رمانی با همین نام نوشته روح‌الله رشیدی است و دلبستگی‌های یک نقاش ساختمان عاشق سینما را روایت می‌کند که در تولید چند فیلم کوتاه موفق شده و در آرزوی ساختن نخستین فیلم سینمایی خودش است.

## جوایز و افتخارات
| مراسم                                 | تاریخ برگزاری | رده                                | نامزد             | نتیجه     | منبع        |
| ------------------------------------- | ------------- | ---------------------------------- | ----------------- | --------- | ----------- |
| چهل و دومین جشنواره فیلم فجر          | ۲۲ بهمن ۱۴۰۲  | بهترین فیلم اول                    | سجاد نصراللهی نسب | نامزدشده  | [ ۳ ] [ ۴ ] |
| چهل و دومین جشنواره فیلم فجر          | ۲۲ بهمن ۱۴۰۲  | بهترین کارگردان اول                | قربانعلی طاهرفر   | نامزدشده  | [ ۳ ] [ ۴ ] |
| چهل و دومین جشنواره فیلم فجر          | ۲۲ بهمن ۱۴۰۲  | جایزهٔ ویژهٔ هیئت داوران             | قربانعلی طاهرفر   | برنده     | [ ۳ ] [ ۴ ] |
| هجدهمین جشنواره بین‌المللی فیلم مقاومت | ۳ خرداد ۱۴۰۳  | نامزدهای بهترین کارگردانی فیلم اول | قربانعلی طاهرفر   | نامزد شده | [1]         |
| هجدهمین جشنواره بین‌المللی فیلم مقاومت | ۳ خرداد ۱۴۰۳  | بهترین بازیگر مرد                  | تورج الوند        | نامزد شده | [1]         |
| هجدهمین جشنواره بین‌المللی فیلم مقاومت | ۳ خرداد ۱۴۰۳  | بهترین بازیگر زن                   | فاطمه مسعودی‌فر    | نامزد شده | [1]         |